# Romeo and Juliet (pel·lícula de 1968)
 Romeo and Juliet és una de les nombroses adaptacions de l'obra homònima de William Shakespeare. Aquesta pel·lícula dirigida per Franco Zeffirelli el 1968 es va endur dos Oscars (millor fotografia i millor direcció artística) i va ser nominada dues vegades (per el millor director i millor film).

## Argument
A Verona, un desgraciat atzar marca el destí de dos adolescents enamorats que pertanyen a dues famílies enfrontades.

## Repartiment
- Leonard Whiting: Romeo
- Olivia Hussey: Juliette
- John McEnery: Mercutio
- Milo O'Shea: Germà Laurent
- Pat Heywood: la dida
- Michael York: Tybalt
- Bruce Robinson: Benvolio
- Paul Hardwick: Lord Capulet
- Natasha Parry: Lady Capulet
- Antonio Pierfederici: Lord Montaigu
- Esmeralda Ruspoli: Lady Montaigu

## Al voltant de la pel·lícula
- L'edat dels actors principals (Leonard Whiting, 17 anys i Olivia Hussey, 16 anys) era prop del dels papers de l'obra. Aquesta pel·lícula ha estat d'altra banda molt polèmica, ja que els dos actors hi surten nus, tot i no ser majors d'edat. Prèviament, s'han de donar permisos especials per rodar aquestes escenes.
- Paul McCartney va ser inicialment previst que tingués el paper de Romeo.
- Franco Zeffirelli es preocupava pel pes que guanyava Olivia Hussey i prohibeix servir pastes en el rodatge.

## Premis i nominacions

### Premis
- 1969: Oscar a la millor fotografia per Pasqualino De Santis
- 1969: Oscar al millor vestuari per Danilo Donati
- 1969: Globus d'Or a la millor pel·lícula estrangera
- 1969: Globus d'Or a la millor promesa femenina per Olivia Hussey
- 1969: Globus d'Or a la millor promesa masculina per Leonard Whiting
- 1969: BAFTA al millor vestuari per Danilo Donati

### Nominacions
- 1969: Oscar a la millor pel·lícula per Anthony Havelock-Allan i John Brabourne
- 1969: Oscar al millor director per Franco Zeffirelli
- 1969: Globus d'Or al millor director per Franco Zeffirelli
- 1969: Globus d'Or a la millor banda sonora per Nino Rota
- 1969: BAFTA a la millor direcció per Franco Zeffirelli
- 1969: BAFTA a la millor actriu secundària per Pat Heywood
- 1969: BAFTA al millor actor secundari per John McEnery
- 1969: BAFTA a la millor música per Nino Rota
- 1969: BAFTA al millor muntatge per Reginald Mills